# Estérel (Quebec)
Estérel é uma cidade localizada na província de Quebec no Canadá.